# Alliloeskalina
Alliloeskalina – organiczny związek chemiczny z grupy psychodelicznych fenyloetyloamin o budowie podobnej do meskaliny. Zsyntetyzowana po raz pierwszy przez Alexandra Shulgina, opisana w PiHKAL z dawkowaniem 20–35 mg oraz czasem trwania efektów 8–12 godzin.